# السياحة في مولدوفا

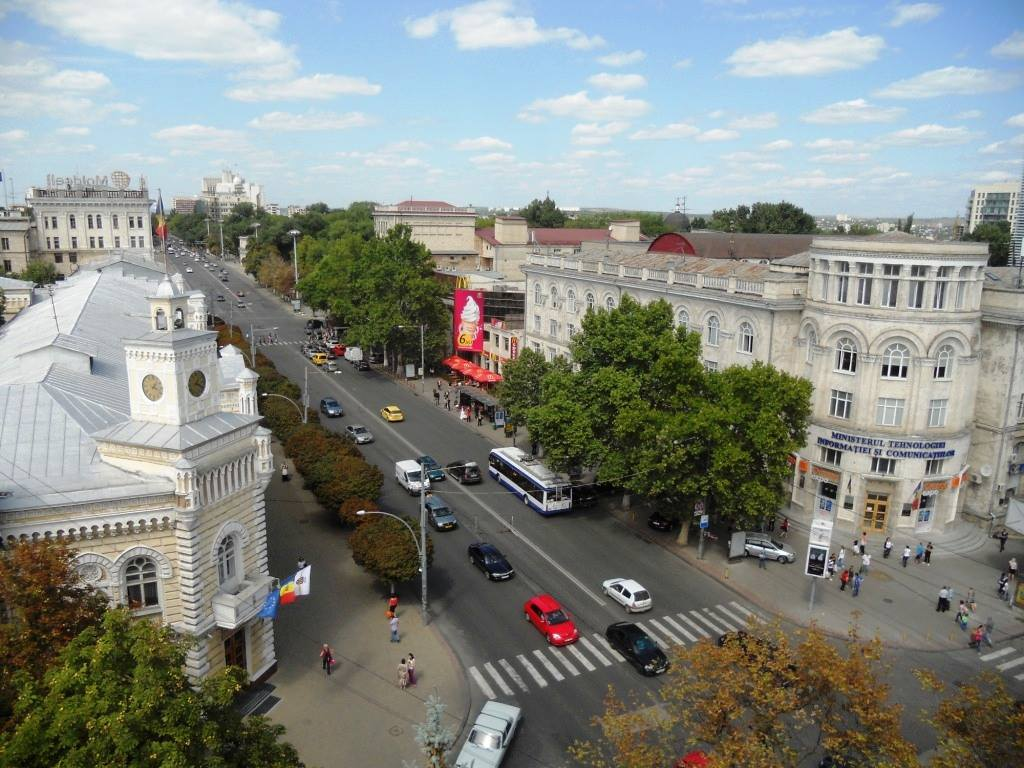
شتيفان سيل ماري بوليفارد من كيشيناو

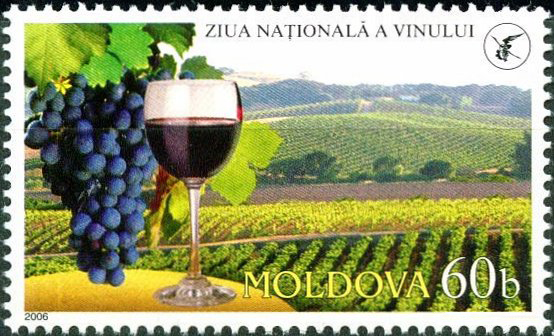
طابع بريدي مولدوفي عن الاحتفال باليوم الوطني للنبيذ

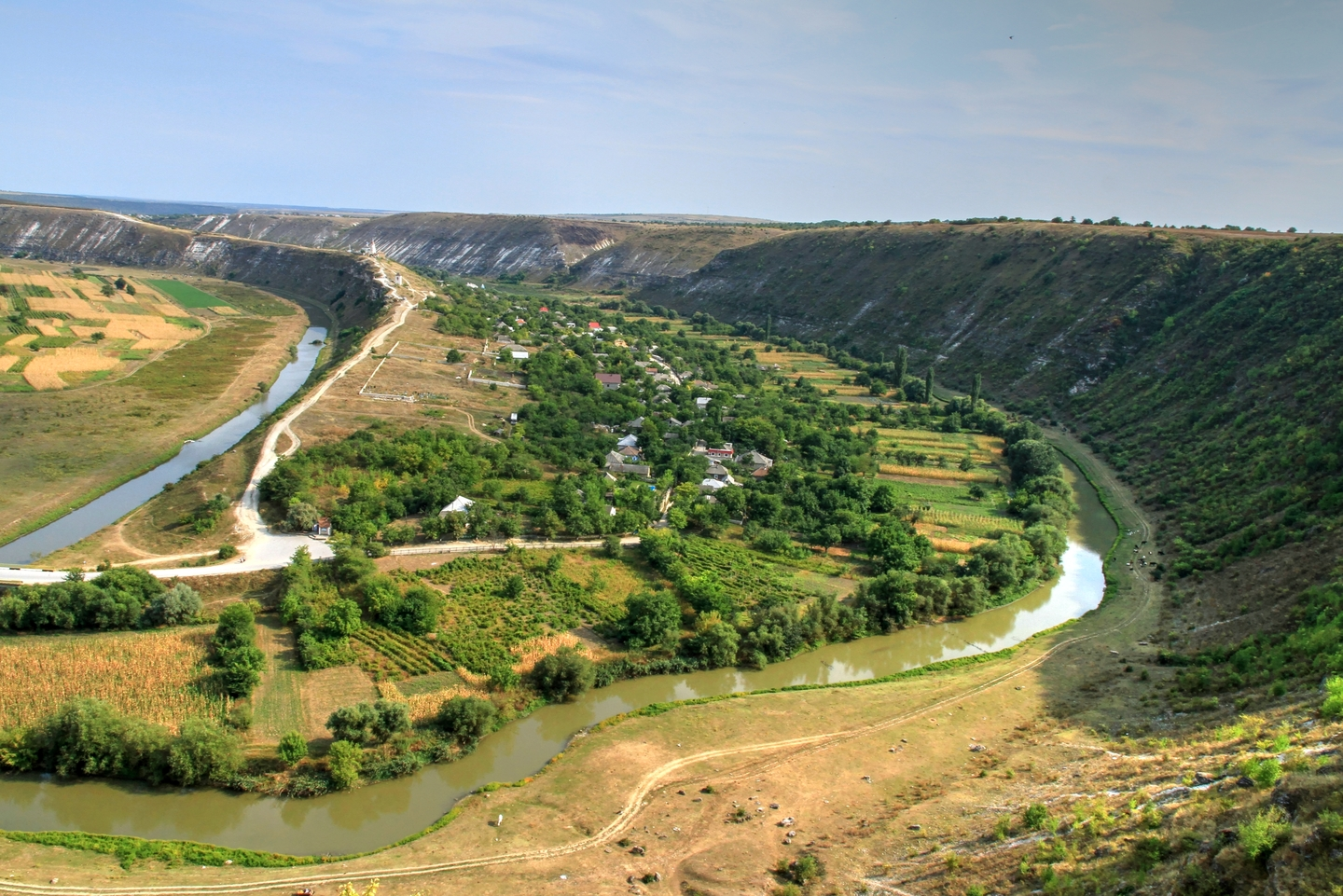
حديقة أورهي الوطنية

تتركز السياحة في مولدوفا على المناظر الطبيعية للبلاد وتاريخها. ويُعرض على السياح جولات النبيذ في جميع أنحاء البلاد. تشمل مزارع الكروم/الأقبية كريكوفا وبوركاي وسيوماي ورومانيشتي وكوجوشنا وميليشتي ميشي. استقبلت مولدوفا 2.85 مليون زائر في 2015.

## لوائح السفر
لا يحتاج مواطنو رابطة الدول المستقلة إلى تأشيرة لزيارة مولدوفا: أذربيجان وقيرغيزستان وطاجيكستان وأرمينيا وأوزبكستان وبيلاروسيا وأوكرانيا وجورجيا وروسيا وتركمانستان.
أنشأت مولدوفا نظامًا بدون تأشيرة للولايات المتحدة وكندا واليابان وسويسرا وإسرائيل منذ يناير 2007.
تسمح مولدوفا للمواطنين الأتراك بزيارة البلاد دون الحاجة إلى الحصول على تأشيرة منذ 2012.
يوجد نظام خال من التأشيرة بين جمهورية مولدوفا ومواطني الاتحاد الأوروبي (27 دولة)، بما في ذلك النمسا وبولندا وهولندا ورومانيا وسلوفينيا وألمانيا والمجر وسلوفاكيا وغيرها من الدول التي يمكن لمواطنيها دخول جمهورية مولدوفا بدون تأشيرة لمدة تصل إلى 90 يوماً خلال أي فترة 180 يوماً.